# Liste der Baudenkmäler in Duisburg-Süd
Die Liste der Baudenkmäler in Duisburg-Süd enthält die denkmalgeschützten Bauwerke auf dem Gebiet des Stadtbezirks Duisburg-Süd in Nordrhein-Westfalen (Stand: 1. Januar 2025). Diese Baudenkmäler sind in der Denkmalliste der Stadt Duisburg eingetragen; Grundlage für die Aufnahme ist das Denkmalschutzgesetz Nordrhein-Westfalen (DSchG NRW).

## Liste der Baudenkmäler in Duisburg-Süd
| Bild                                                               | Bezeichnung                                                        | Lage                                                           | Beschreibung | Bauzeit                 | Eingetragen seit   | Denkmal- nummer |
| ------------------------------------------------------------------ | ------------------------------------------------------------------ | -------------------------------------------------------------- | --- | ----------------------- | ------------------ | --------------- |
| weitere Bilder                                                     | Katholische Pfarrkirche St. Peter und Paul                         | Huckingen Albertus-Magnus-Straße 1 Karte                       | dreischiffige neugotische Gewölbebasilika aus Backstein | 1877–1893               | 15. März 1985      | 50              |
| weitere Bilder                                                     | Siedlung Hüttenheim                                                | Hüttenheim Adressen siehe rechts Karte                         | ehemalige Siedlung für die Arbeiter nördlich anschließenden Hüttenwerke Krupp Mannesmann, erbaut im Stil der Reformarchitektur; Blockrandbebauung mit zweieinhalbgeschossigen Gebäuden, großflächig markante Kettenhausarchitektur, mit weiten Innenhöfen zugehörige Adressen - An der Batterie - 1, 3, 5, 7, 9, 11, 13, 15, 17 - Am Himgesberg - 1, 3, 5, 7, 9, 11, 13, 15, 17, 19, 21, 23, 25 - 2, 4, 6, 8, 10, 12, 14, 16, 18, 20, 22, 24 - An der Steinkaul - 10, 12, 14, 16, 18, 20 - Förkelstraße - 1, 3, 5, 7, 9, 11, 13, 15, 17, 19, 21 - 2, 4, 6, 8, 10, 12, 14, 16, 18 - Hasendong - 1, 3, 5, 7, 9, 11 - 2, 4, 6, 8, 10 - Rosenbergstraße - 1, 3, 5, 7, 9, 11, 13, 15, 17 - 2, 4, 6, 8, 10, 12, 14, 16, 18, 20, 22, 24, 26, 28 - Ungelsheimer Straße - 60, 62, 64, 66, 68 | 1911–1912               | 8. Dezember 1986   | 111             |
| Ventenhof                                                          | Ventenhof                                                          | Rahm Angermunder Straße 275 Karte                              | | 17.–19. Jh.             | 24. März 2015      | 674             |
| BW                                                                 | ehemalige Graf Spee’sche Oberförsterei                             | Rahm Angermunder Straße 291 Karte                              | | um 1900                 | 24. März 2015      | 675             |
| Katholische Pfarrkirche St. Hubertus mit Pfarrhaus und Friedensmal | Katholische Pfarrkirche St. Hubertus mit Pfarrhaus und Friedensmal | Rahm Am Rahmer Bach 14 Karte                                   | Die Rahmer Dorfkirche ist eine neubarocke Kirche mit Zwiebelturm. Ihr Grundriss ist oval gehalten und an die von einer abgerissenen Kirche des Heinsberger Ortsteils Karken übernommene Innenausstattung angepasst, die vorwiegend aus dem 18. Jahrhundert stammt. | 1922–1925               | 15. März 1985      | 47              |
| weitere Bilder                                                     | Schulgebäude                                                       | Wedau Am See 22 Karte                                          | symmetrisch wirkende Dreiflügelanlage, vornehmlich geplant durch den Angermunder Architekten Hartmann. Der Ostflügel wurde 1913–14 ursprünglich als katholische Schule errichtet, im 1915 gebauten Westflügel wurde die ehemalige evangelische Schule untergebracht. Der Zwischentrakt von 1928–29 dient als Turnhalle. Heute ist hier die Gemeinschaftsschule Am See untergebracht. | 1913–1929               | 29. September 2006 | 552             |
| Saalbau                                                            | Saalbau                                                            | Wedau An den Platanen 2a Karte                                 | Gesellschaftshaus der 1920er Jahre der Eisenbahner-Siedlung Wedau (steht ebenfalls unter Denkmalschutz) | 1928                    | 29. September 2006 | 553             |
| Jesus-Christus-Kirche                                              | Jesus-Christus-Kirche                                              | Buchholz Arlberger Straße 12 Karte                             | Evangelischer Nachkriegskirchenneubau mit quadratischem Grundriss von Architekt Fritz Kreidt aus Essen | 1962–1964               | 16. Dezember 2020  | 725             |
| weitere Bilder                                                     | ehemaliger Pöttelshof                                              | Mündelheim Auf dem Hunsrück 14 Karte                           | zweigeschossiges giebelständiges Gebäude, niederrhein-typische Barockform, mit südlichem, halbrunden Kapellenanbau; Teil der ehemaligen Hofanlage Pöttelshof. Ab 1930 als Schwesternhaus und Schulgebäude (unter anderem als Nähschule) der katholischen Kirchengemeinde genutzt, 1982 Gesamtinstandsetzung und seit 1982 privates Wohngebäude. | 1708                    | 15. März 1985      | 48              |
| Stellwerk 2                                                        | Stellwerk 2                                                        | Wedau Bissingheimer Straße Karte                               | Teil des Ablaufwerkes Nord, entstanden bei einem großflächigen Umbau des ehemaligen Rangierbahnhofs Wedau, bestehend aus dem Verwaltungsgebäude des Bahnhofs, diesem dreigeschossigen Stellwerksbau und einem ebenfalls denkmalgeschützten Wasserturm (Nr. 170). | 1912–1914               | 8. August 1990     | 169             |
| Wasserturm                                                         | Wasserturm                                                         | Wedau Bissingheimer Straße Karte                               | | 1912–1914               | 8. August 1990     | 170             |
| Haus Böckum                                                        | Haus Böckum                                                        | Huckingen Böckumer Burgweg 61 Karte                            | | 1369 1                  | 26. März 1985      | 78              |
| Scheune Haus Böckum                                                | Scheune Haus Böckum                                                | Huckingen Böckumer Burgweg 62 Karte                            | | 1838                    | 24. Oktober 1994   | 347             |
| weitere Bilder                                                     | Dionysiuskapelle                                                   | Mündelheim Dionysiusweg Karte                                  | | 1723                    | 26. März 1985      | 77              |
| Kriegerdenkmal Serm                                                | Kriegerdenkmal Serm                                                | Serm Dorfstraße Karte                                          | Bildhauer Ferdinand Heseding | 1934                    | 5. Dezember 2008   | 579             |
| Wegekreuz                                                          | Wegekreuz                                                          | Huckingen Düsseldorfer Landstraße Albertus-Magnus-Straße Karte | Das Wegekreuz aus Donau-Kalkstein wurde 1956 von der Mannesmann AG gestiftet und ersetzte in älteres, abgerissenes Kreuz. Der Entwurf des Angermunder Künstlers Siegfried Dammrath (1928–2016) zeigt die Triumphkreuzgruppe: zentral hängt der langgestreckt dargestellte Jesus mit gesenktem Haupt am Kreuz, die beiden Seitenprofile bilden Johannes und Maria. | 1956                    | 30. Juli 2001      | 522             |
| ehemaliges Kasino                                                  | ehemaliges Kasino                                                  | Buchholz Düsseldorfer Landstraße 7 Karte                       | | 1937                    | 14. März 1996      | 392             |
| ehemalige Gaststätte „Im Fuchsbau“                                 | ehemalige Gaststätte „Im Fuchsbau“                                 | Huckingen Düsseldorfer Landstraße 282 Karte                    | | 1909–1910               | 29. September 2006 | 551             |
| Wohnhaus                                                           | Wohnhaus                                                           | Huckingen Düsseldorfer Landstraße 320 Karte                    | mit ortsfester historischer Ausstattung | um 1860/1870            | 8. Dezember 2006   | 563             |
| Wohnhaus                                                           | Wohnhaus                                                           | Huckingen Düsseldorfer Landstraße 336 Karte                    | umfasst das Wohnhaus mit dem rückwärtig anschließenden Wirtschaftsgebäude, das als Anbau einen zuvor abgerissenen Stall ersetzte, einschließlich der festen historischen Ausstattung beider Gebäudeteile sowie die straßenseitige Backsteinmauer | 1870 1901 (Anbau)       | 24. November 2006  | 559             |
| ehemalige katholische Volksschule                                  | ehemalige katholische Volksschule                                  | Huckingen Düsseldorfer Landstraße 338 Karte                    | | 1901                    | 24. November 2006  | 560             |
| weitere Bilder                                                     | Steinhof                                                           | Huckingen Düsseldorfer Landstraße 347 Karte                    | | 11./12. Jh. 1454 1      | 26. März 1985      | 79              |
| weitere Bilder                                                     | Sandmühle                                                          | Huckingen Düsseldorfer Landstraße 415 Karte                    | Die Wassermühle, die im Mittelalter auf den Resten eines alten Adelssitzes errichtet wurde, nutzte früher das Wasser des Angerbaches zum Mahlen von Korn. Es handelt sich um einen Fachwerkbau. | 1448 1                  | 18. Juni 1985      | 94              |
| weitere Bilder                                                     | Haus Angerort                                                      | Hüttenheim Ehinger Straße 200 Karte                            | | –                       | 21. März 2005      | 533             |
| BW                                                                 | Evangelisches Gemeindehaus Wanheim                                 | Wanheim-Angerhausen Friemersheimer Straße 51 Karte             | | 1906                    | 8. Oktober 1997    | 453             |
| weitere Bilder                                                     | Katholische Kirche St. Stephanus                                   | Ungelsheim Goslarer Straße 82 Karte                            | Nachkriegskirchenneubau als Betongerüst mit außenliegendem Strebewerk nach Plänen des Essener Architekten Wilhelm Seidensticker | 1957–1958               | 11. März 2022      | 744             |
| BW                                                                 | ehemalige Volksschule                                              | Hüttenheim Heinrich-Bierwes-Straße 13, 15 Karte                | | 1954–1956 1958–1961     | 11. November 2011  | 628             |
| Kriegerdenkmal Ehingen                                             | Kriegerdenkmal Ehingen                                             | Mündelheim Hirtenweg Karte                                     | | 1931                    | 5. Dezember 2008   | 584             |
| BW                                                                 | Friedhofskapelle Ehingen                                           | Mündelheim Im Haselbusch 59 Karte                              | Kleiner backsteinsichtiger Kapellenbau im Zugangsbereich des Friedhofs Ehingen, auf rechteckiger Grundfläche mit hoch liegendem Hauptgeschoss über Souterrain und ziegelgedecktem Satteldach. | 1928–1929               | 29. August 2024    | 728             |
| weitere Bilder                                                     | Rheinbrücke Uerdingen                                              | Mündelheim Krefelder Straße Karte                              | | 1933–1936               | 25. August 1987    | 117             |
| BW                                                                 | Evangelisches Gemeindehaus                                         | Großenbaum Lauenburger Allee 21 Karte                          | Architekt: August Senz | 1912                    | 19. Januar 2015    | 672             |
| Evangelische Versöhnungskirche                                     | Evangelische Versöhnungskirche                                     | Großenbaum Lauenburger Allee 23 Karte                          | Architekt: Dieter Oesterlen | 1963–1965               | 19. Januar 2015    | 671             |
| BW                                                                 | Kugelwasserhochbehälter                                            | Wedau Masurenallee Karte                                       | Kugelwasserturm Masurenallee im ehemaligen Bahnbetriebswerk Wedau einschließlich des Pumpenhauses | 1910                    | 5. Juni 2018       | 705             |
| Wegekreuz „Steinernes Kreuz“                                       | Wegekreuz „Steinernes Kreuz“                                       | Huckingen Mündelheimer Straße Düsseldorfer Landstraße Karte    | Bildhauer Ferdinand Heseding | 1927                    | 30. Juli 2001      | 521             |
| Katholische Kirche St. Mariä Himmelfahrt                           | Katholische Kirche St. Mariä Himmelfahrt                           | Hüttenheim Mündelheimer Straße 179 Karte                       | Architekt: Fritz Schaller | 1957–1958               | 17. September 2007 | 570             |
| Wegekreuz „Halmeskeuz“                                             | Wegekreuz „Halmeskeuz“                                             | Huckingen Raiffeisenstraße Karte                               | | –                       | 30. Juli 2001      | 520             |
| weitere Bilder                                                     | Rochuskapelle                                                      | Huckingen Raiffeisenstraße 93 Karte                            | | um 1710 1746            | 15. März 1985      | 51              |
| Wohnhaus                                                           | Wohnhaus                                                           | Huckingen Raiffeisenstraße 113 Karte                           | inklusive der Anbauten von Kuh- und Schweinestall | 1710                    | 7. Dezember 2006   | 564             |
| ehemaliger Masshoff-Hof                                            | ehemaliger Masshoff-Hof                                            | Huckingen Raiffeisenstraße 147 Karte                           | | um 1795                 | 22. Januar 1991    | 180             |
| Wohnhaus                                                           | Wohnhaus                                                           | Huckingen Raiffeisenstraße 148 Karte                           | | –                       | 24. Oktober 1994   | 346             |
| Wohnhaus                                                           | Wohnhaus                                                           | Huckingen Raiffeisenstraße 155 Karte                           | | 2. Hälfte des 18. Jh.   | 24. Oktober 1994   | 345             |
| ehemaliger Kreifeltshof                                            | ehemaliger Kreifeltshof                                            | Huckingen Raiffeisenstraße 159 Karte                           | | 18. Jh.                 | 11. März 1996      | 391             |
| weitere Bilder                                                     | Katholische Pfarrkirche St. Dionysius                              | Mündelheim Sermer Straße 1 Karte                               | | 12./13. Jh.             | 26. März 1985      | 76              |
| weitere Bilder                                                     | ehemalige Hofanlage mit Brennerei                                  | Mündelheim Sermer Straße 6 Karte                               | | Ende des 18. Jh. – 1911 | 27. September 2010 | 602             |
| Wohnhaus                                                           | Wohnhaus                                                           | Mündelheim Uerdinger Straße 183 Karte                          | | Anfang des 19. Jh.      | 2. April 1985      | 53              |
| Pfarrhaus                                                          | Pfarrhaus                                                          | Mündelheim Uerdinger Straße 183a Karte                         | | 1804                    | 28. März 1985      | 52              |
| weitere Bilder                                                     | Evangelische Kirche Wanheim                                        | Wanheim-Angerhausen Wanheimer Straße 661 Karte                 | | 1902                    | 15. März 1985      | 49              |
| weitere Bilder                                                     | Siedlung Werkstättenstraße                                         | Wedau Werkstättenstraße Karte                                  | Arbeitersiedlung des Ausbesserungswerkes Wedau zugehörige Adressen - Werkstättenstraße - 5, 7, 9, 11, 13, 15, 17, 19, 21 - 14, 16, 18, 20, 22, 24 | ab 1913                 | 12. April 2007     | 567             |
| weitere Bilder                                                     | Ausbesserungswerk Wedau                                            | Wedau Werkstättenstraße 25 Karte                               | | 1911–1914               | 5. Oktober 2009    | 591             |

## Ehemalige Baudenkmäler
| Bild | Bezeichnung | Lage                                   | Beschreibung                  | Bauzeit                  | Eingetragen seit  | Denkmal- nummer |
| ---- | ----------- | -------------------------------------- | ----------------------------- | ------------------------ | ----------------- | --------------- |
| BW   | Hofanlage   | Großenbaum Beckerfelder Straße 8 Karte | aus der Denkmalliste gelöscht | 1. Hälfte 18. Jh. (Kern) | 12. November 2009 | 593             |